# Бистро
Бистро е с произход от Париж и означава малък ресторант, който сервира умерено обикновени ястия в скромна обстановка.
Бистро-ресторантите се определят основно от храната, която сервират. Френски домашно приготвени ястия, както и бавно приготвени храни като касуле или боб са типични.

## История
Бистрата са възникнали от сутеренните кухни на парижани, където наемателите са плащали за стая и храна. По-късно наемодателите започнали да добавят доход от отваряне на кухните си за външни посетители, които са си плащали само за храната. Менютата са били организирани около прости за приготвяне храни, които е можело да се приготвят в по-големи количества и са били трайни. Кафе и вино също са били сервирани.
Днес, бистрата все още са част от индустрията на хотелиерството. Обикновено са свързани с хотел или кръчма. Все още предлагат евтини и прости менюта, или менюта които не са обвързани с кухнята на определена кухня.

## Етимология
Етимологията на думата е неясна и се предполага, че произлиза от местна дума: bistro, bistrot, bistingo, bistraud, bistouille or bistrouille. Първата поява на думата е през 1884 г.
Популярна версия е, че думата идва от руските войски, които окупират Париж след Наполеоновите воини. Тази етимология е отречена като нелогична, заради разликата от 69 години между предполагаемия произход и първото срещане.